# Leal Rey
Leal Rey (Buenos Aires, 1927 - Costa Rica, 1991) fue un arquitecto, actor, traductor, escenógrafo y vestuarista argentino.

## Carrera
Leal Rey fue un popular actor de la época dorada del cine argentino que debutó en 1950. Compartió escena con destacadas figuras como Norma Aleandro, Héctor Alterio, Graciela Borges, Federico Luppi, Osvaldo Terranova, Alberto Ure, Cristina Banegas, Roberto Carnaghi, Jorge Marrale, entre otros.
También se lució como escenógrafo en el film Invasión en 1969  protagonizada por Olga Zubarry y Lautaro Murúa.

### Filmografía
- 1969: Invasión
- 1973: La revolución
- 1985: La historia oficial
- 1985: La cruz invertida
- 1988: Sinfín[3]

### Teatro
Leal Rey desarrolló una extensa carrera teatral. En 1951 fundó el Teatro de Arquitectura junto con su gran amigo Jorge Petraglia. Esperando a Godot de 1956 fue uno de sus primeros trabajos teatrales junto con Roberto Villanueva y R. Petraglia, y Real envido uno de los últimos, que compartió también con Petraglia en 1983.
También fue escenógrafo y vestuarista teatral, debutando en 1952 en obras como:
- Tal como gusteis
- Los mirasoles
- El jardín de los cerezos
- Don Rodrigo (Hecho para el Teatro Colon)
- Las siete muertes del general
- Tsang- Yang-Yatso
- La tempestad
- Caballeros por milagro
- Nada que ver
- Los cuernos de Don Friolera
- Nabucco
- Lutero
- El campo
- Jedermán
- El cuidador
- La mujer silenciosa
- Edipo Rey
- El guardian del sepulcro
- El Dragón
- El maestro de Santiago
- El desatino
- La duquesa de Amalfi
- Krapp
- Los enanos

En 1957 permaneció seis meses en Europa como estudiante patrocinado por el gobierno de Francia.
En 1958 debutó como autor de Las trompetas y las águilas, encargándose también del dispositivo escénico y el vestuario. Con esta obra obtuvo el segundo Premio Municipal de Buenos Aires y una Mención de la Asociación de Críticos de la Argentina. En 1960 presentó Laura y el tiempo. En 1963  hizo  Opera Prima y Santa Juana, esta última recibió el Premio del Diario de La Capital en Rosario, Santa Fe a la mejor escenografía. También fue autor de otras obras como La mudanza y El encuentro.

### Otras labores
Leal Rey realizó una intensa labor docente en la Escuela de T. Lomas de Zamora en la que también fue director provincial desde 1972. También fue integrante de la Comisión Proinstituto Municipal de Estudios del Teatro. En 1972 ejerció la dirección interina del Seminario Municipal de T. San Isidro. En 1975 fue director técnico de la Comedia Nacional de Costa Rica, oportunidad en la que realizó la escenografía de Puerto Limón.